# Кахру
Кахру (ест. Kahru) — село в Естонії, входить до складу волості Риуге, повіту Вирумаа.